# 오스트레일리아 음반 산업 협회
오스트레일리아 음반 산업 협회(Australian Recording Industry Association, ARIA)는 오스트레일리아의 대형 레코드 협회이다. 음악 라이선스 및 로열티의 관리를 감독하고있다. 협회는 100개 이상의 회원이 있으며 1명에서 5명 정도의 직원으로 운영되는 작은 라벨 규모의 회사, 메이저 레이블의 자회사까지 포함된다. 오스트레일리아 전역의 CD 판매 등을 집계 한 차트 ARIA 차트, ARIA가 주최하는 음악상 ARIA 뮤직 어워드 등으로 알려져 있다.